# Clathromorphum compactum
Clathromorphum compactum (Kjellman) Foslie, 1898  é o nome botânico de uma espécie de algas vermelhas pluricelulares do gênero Clathromorphum, subfamília Melobesioideae.

## Sinonímia
- Lithothamnion compactum  Kjellman, 1883
- Lithothamnion circumscriptum f. validum  Rosenvinge, 1893
- Lithothamnion coalescens  Foslie, 1895
- Lithothamnion testaceum  Foslie, 1895
- Lithothamnion scabriusculum  Foslie, 1895
- Clathromorphum coalescens  (Foslie) Foslie, 1898
- Clathromorphum testaceum  (Foslie) Foslie, 1898
- Phymatolithon compactum f. testaceum  (Foslie) Foslie, 1900
- Phymatolithon compactum  (Kjellman) Foslie, 1905
- Phymatolithon compactum f. coalescens  (Foslie) Foslie, 1905
- Clathromorphum compactum f. coalescens  (Foslie) Foslie, 1929